# Octriallach
Octriallach, auch Oichtriallach, Olltriallach und Ochtriallach, ist eine Sagengestalt aus dem Lebor Gabála Érenn („Das Buch von der Landnahme Irlands“) in der keltischen Mythologie Irlands.
Octriallach ist ein Fomori-Krieger,  der Sohn des Königs Indech, mit dem zusammen er in der Zweiten Schlacht von Mag Tuired gegen die Túatha Dé Danann kämpft. In dieser Schlacht tötet er Bruidne und Casmael, zwei Druiden der Túatha. Er entdeckt auch Dian Cechts Quelle des Lebens und der Heilung, die er mit Hilfe seiner Begleiter durch einen Berg von Steinen verschüttet. Diese Anhöhe, Achad Aba (Ardagh), zwischen Lough Arrow und Mag Tuired gelegen, trägt seither den Namen The Cairn of Octriallach. Neben dem Hügel bildete die Quelle den „See des Krautes“ (Loch Luibe).